# Traheide
Traheide, u botanici, primitivni element ksilema (tkiva koja provode tekućinu), koji se sastoji od jedne izdužene stanice sa šiljastim krajevima i sekundarnom, celuloznom stijenkom zadebljanom ligninom (tvar za kemijsko vezivanje) koja sadrži brojne jamice, ali nema perforacije u primarnom dijelu stanične stijenke. U funkcionalnoj zrelosti stanica je mrtva i prazna; njegov bivši protoplast predstavljen je, ako uopće postoji, bradavičastim slojem na stijenci. Traheidi služe za potporu i vođenje vode i otopljenih minerala prema gore kod svih vaskularnih biljaka i jedini su takvi elementi kod četinjača i paprati. Vidi također traheje.